# Blutturm (Bern)

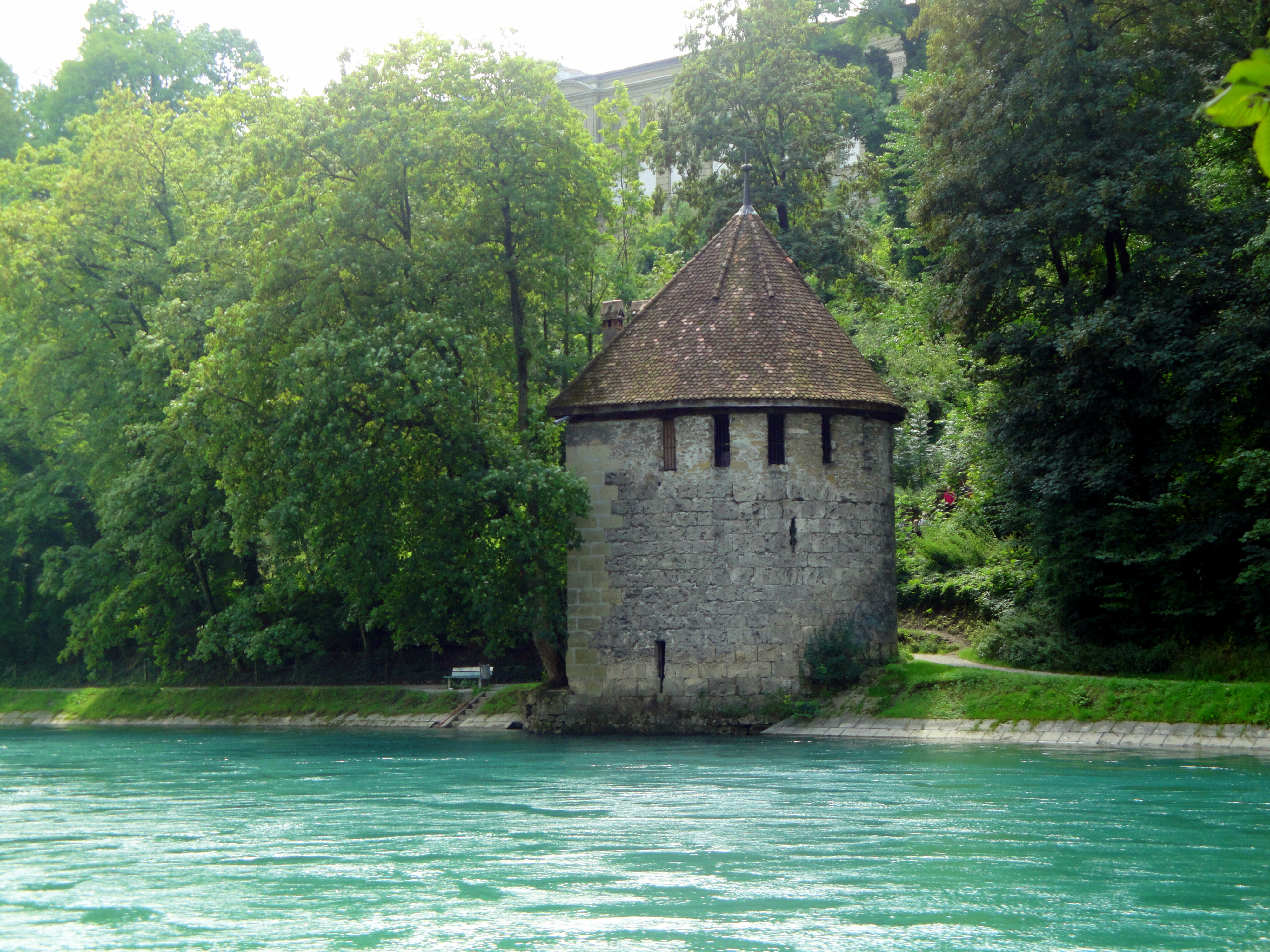
Der Blutturm (2011)

Der Blutturm (Hexenturm, Harzturm) war das nördliche Schlussglied des vierten Westgürtels der historischen Stadtbefestigung von Bern.

## Geschichte
Der um 1468 bis 1470 erbaute, sogenannte Blutturm ist ein halbrunder, ursprünglich nach Osten offener Wehrturm mit einer Länge von neun Metern, einer Breite von 8,7 Metern und einer Höhe (bis zur Dachauflage) von 8,3 Metern. Insgesamt ist der Turm 15 Meter hoch. Die Mauern sind gleichmässig 2,1 Meter stark. Der Blutturm wurde durch den Künstler Hans Rudolf Manuel (1525–1571) 1549 in seiner Vedute der Stadt Bern erstmals bildlich dargestellt.
Johann Rudolf Gruner benannte den Turm 1732 erstmals in einem Schriftstück als Blutturm. Aus dem Jahr 1756 ist die Bezeichnung Hexenthurm und in einem amtlichen Dokument von 1783 der Begriff Harzthurm überliefert. Ab 1806 benutzte das Anatomische Institut den Blutturm zum Bleichen von Skeletten, was mehrfach zu Beanstandungen aus der Bevölkerung führte.
Der Blutturm steht seit 1908 unter kantonalem Schutz und ist ein Kulturgut von regionaler Bedeutung (Kategorie B).

## Bilder

Westansicht (entstanden zwischen 1898 und 1907)
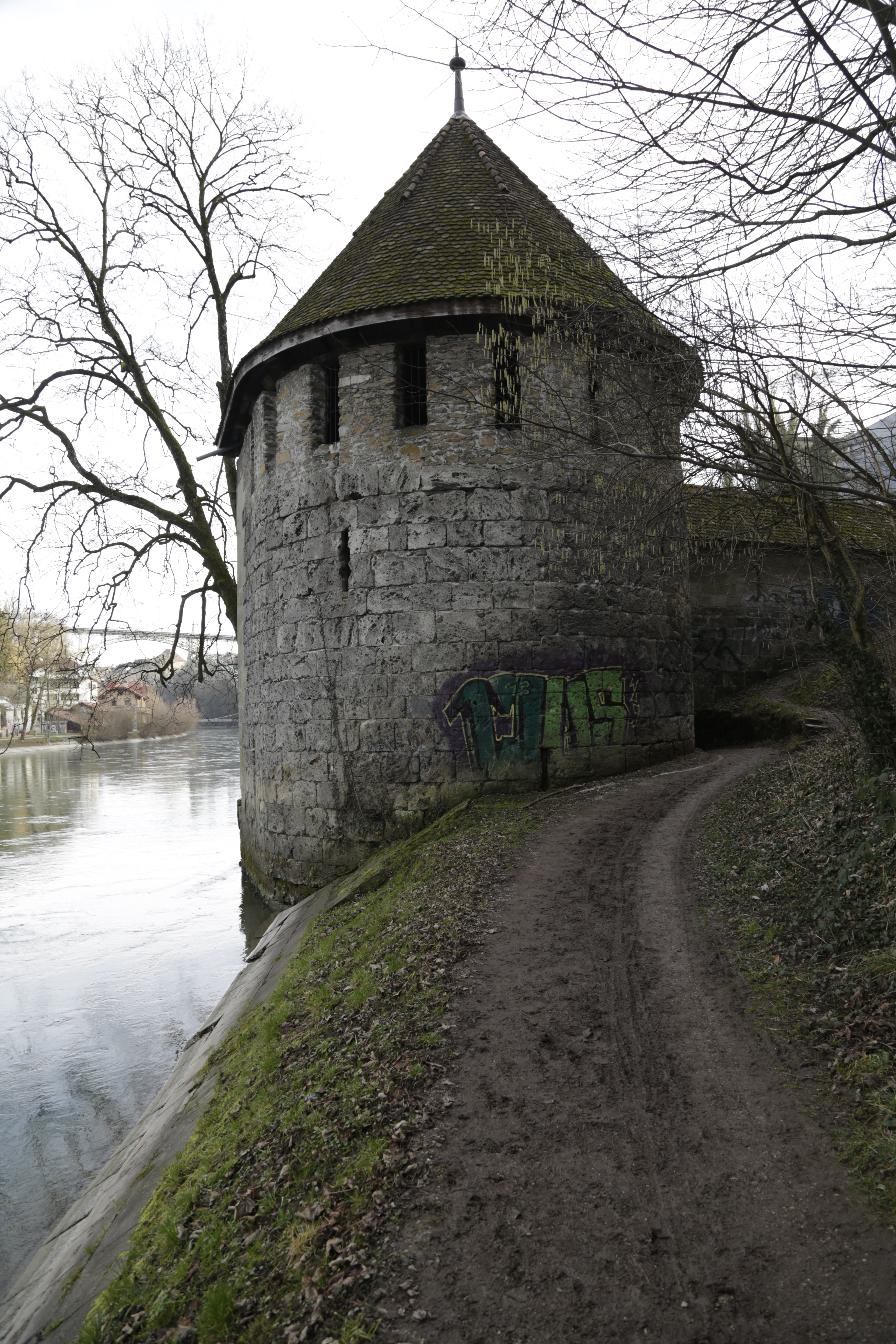
Westansicht (2016)
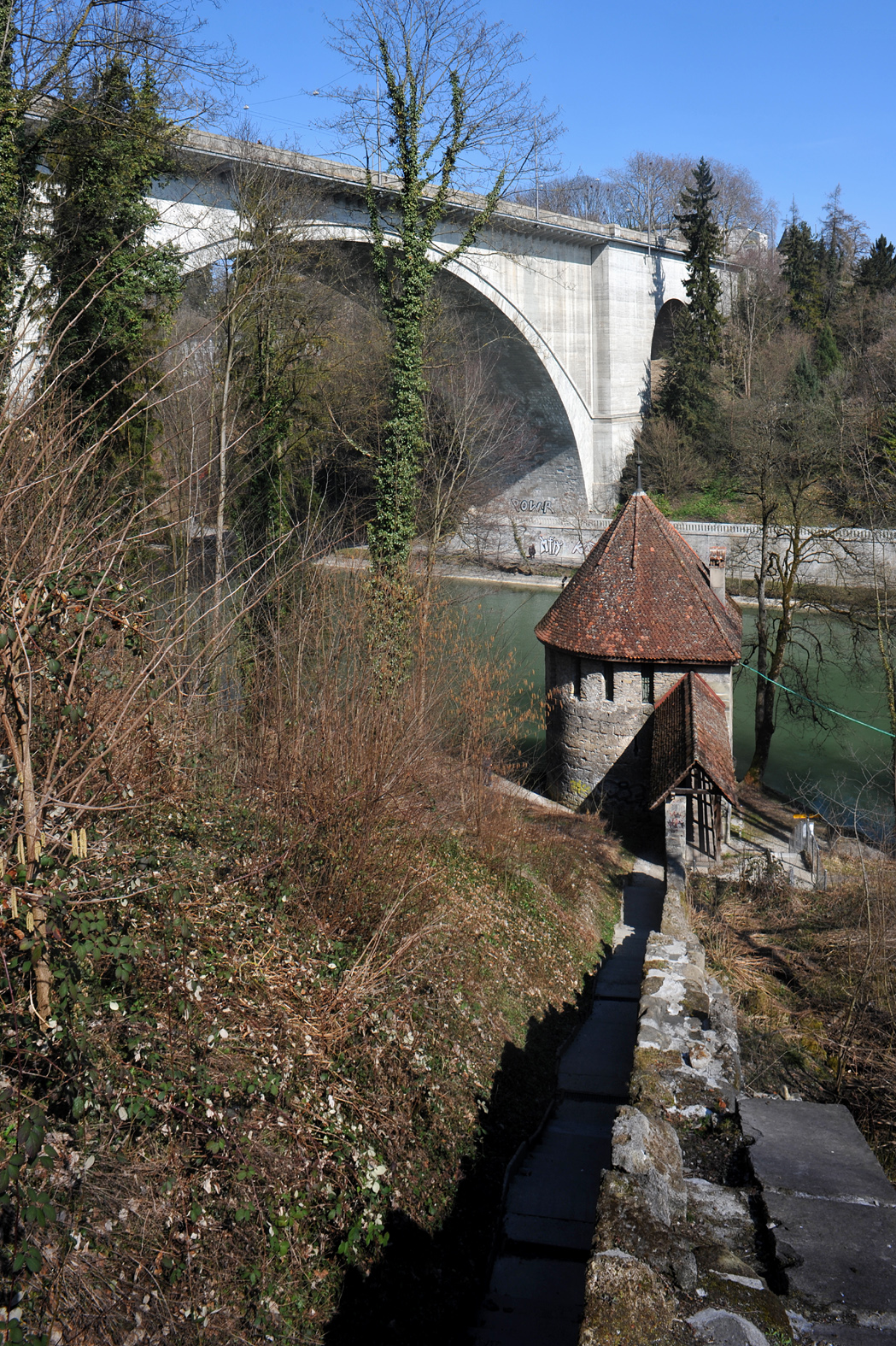
Ansicht von Süden mit der Haldenmauer (2011)
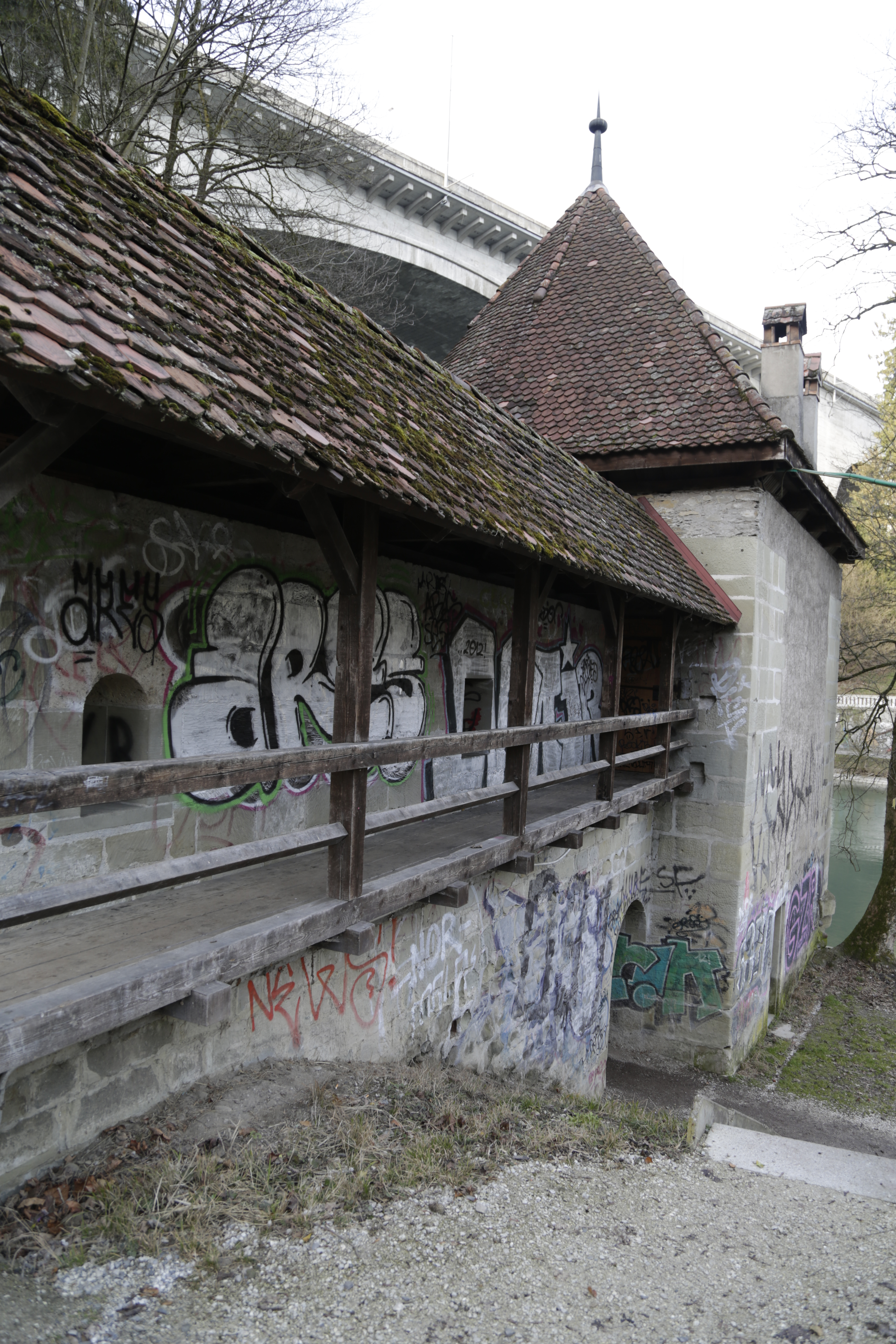
Ansicht von Südost mit Haldenmauer (2016)
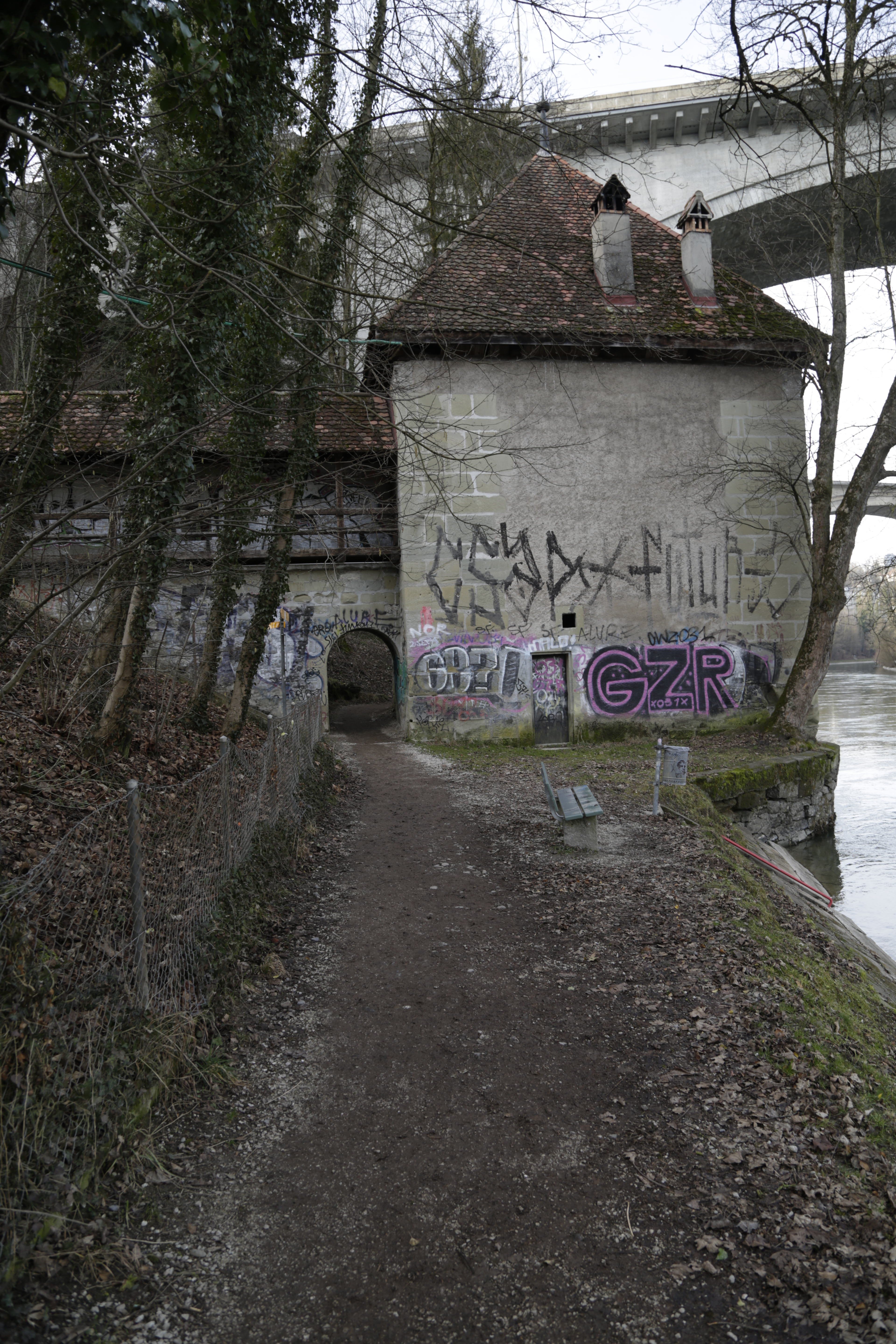
Ansicht von Osten (2016)